# Luca Ferretti
Luca Ferretti (ur. 17 listopada 1984 w Livorno), włoski pływak, dwukrotny złoty medalista mistrzostw Europy.